# Leonel Justiniano
Leonel Justiniano Arauz   (Santa Cruz de la Sierra, 2 de junho de 1992) é um futebolista profissional boliviano que joga como meio-campo. Atualmente, joga pelo Bolívar.